# 李惠 (1990年)
李惠（英語：Joyce Li Wai，1990年—），現任政務司司長政治助理，曾任行政長官辦公室特別助理。

## 簡歷
李惠2017年至2022年任行政長官辦公室特別助理。加入政府前，她於電視廣播有限公司新聞及資訊部任職高級記者。擁有香港浸會大學傳理學社會科學（新聞主修）學士學位，以及香港大學公共行政學碩士學位。